# دالة غاوسية

منحنى غاوسي طبيعي قيمته المتوقعة μ وتباينه σ^{2}. العلاقة بين هاتين القيمتين والوسائط المعِرفة للمنحني هي كما يلي: a = 1/(σ√(2π)), b = μ, c = σ

في الرياضيات، دَالَّةٌ غَاوْسِيَّةٌ (بالإنجليزية: Gaussian function)‏ هي دالة تأخذ الشكل التالي :
{\displaystyle f(x)=ae^{-{\frac {(x-b)^{2}}{2c^{2}}}}}
حيث a و b و c أعداد حقيقية . شكل الدالة هو شكل الجرس.
سميت هذه الدالة بدالة غاوس  نسبة إلى مكتشفها كارل فريدريش غاوس، كما تشتهر أيضا بمنحني الجرس .

## خصائص
توليد إحصائي لمنحنى الجرس : نفترض أن لدينا وعاء مملوءا بالرمل، كل حبات الرمل فيه صغيرة وفي حجم وشكل واحد . نعلق وعاء الرمل ونضع أسفله منضدة مستوية . نقوم بفتح ثقب في قاع الوعاء فيبدأ الرمل في السقوط في شعاع رفيع ويتخذ بعد فترة شكل كومة على المنضدة، وتكون هيئة كومة الرمل مشابهة للجرس. معظم الرمل يكون متجمعا تحت الشعاع مباشرة، ويقل توزيع حبيبات الرمل في أماكن بعيدة عن مسقط الشعاع .
تلك العملية الطبيعية نجدها أيضا في ظواهر متعددة مثل قياس تيار كهربائي بواسطة جهاز حساس، نجد أن القياسات المتعددة تكون لها توزيع يشبه منحنى الجرس؛ وتكون قيمة التيار المقاس هي القيمة الغالبة عند قمة منحنى الجرس.
يستخدم هذا التوزيع لاستنتاج نتائج إحصاء فيزيائية أو اجتماعية لمعرفة بيانات هامة نريد معرفتها، من ضمنها المتوسط الحسابي ومقدار عدم التأكد أو توزيع الحالات التي تشكل 2/3 العينة.
مثال: قراءة شدة التيار في دائرة كهربائية عند نقطة معينة مع عدم تغيير الظروف، مرات متعددة وكثيرة.
- القراءات : 1 : 01و2 أمبير
- 2: 02و2 أمبير
- 3: 99و1 أمبير
- 4: 00و2 أمبير
- 5: 02و2 أمبير
- 6: 03و2 أمبير
- 7: 00و2 أمبير
- 8: 04و2 أمبير
- 9: 97و1 أمبير
- 10: 00و2 أمبير
- 11: 03و2 أمبير
- 12: 02و2 أمبير
- 13: 01و2 أمبير
- 14: 98و1 أمبير
- 15: 98و1 أمبير
- 16: 01و2 أمبير
- 17: 02و2 أمبير
- 18: 01و2 أمبير
- 19: 99و1 أمبير
- 20: 01و2 أمبير

ونسجل النتائج في رسم بياني حيث نجد أن القياسة 01و2 جاءت 5 مرات، والقياسة 00و2 جاءت 3 مرات، ... وهكذا، كالآتي ؛
```
                   ↑
               ↑    ↑
               ↑    ↑    ↑
           ↑    ↑    ↑    ↑   ↑    ↑
       ↑    ↑    ↑    ↑       ↑      ↑       ↑       ↑
             04و2———03و2————02و2————01و2————00و2————99و1————98و1————97و1
                   القياسات بالأمبير
```

اكتفينا هنا بأخذ 20 قراءة فقط.
نجد أن النتائج تظهر موزعة في شكل قريب من شكل الجرس، ولكن بزيادة عدد القراءات يقترب شكل القياسات من شكل الجرس الحقيقي.
يمكن إجراء ذلك مثلا مع قياس أطوال تلاميذ المدرسة، ستجدهم يطابقون شكل الجرس، لأن عدد تلاميذ المدرسة عدد كبير.

## حساب متوسط التيار μ والتباين&sigma
في تجربتنا أعلاه يمكن تعيين المتوسط الحسابي للتيار، وكذلك مقدار التباين Variance
بالمعادلتين التاليتين (التباين هو مقدار عدم الدقة في تعيين التيار ):
حيث:
{\displaystyle \ {\overline {x}}}
متوسط التيار (مجموع القراءات مقسومة على عدد القراءات n ؛ في حالتنا أعلاه n=20 )
و
{\displaystyle \ x_{i}} هي أحد القراءات i ، حيث لدينا x3 , x2 ; x1 ... حتى x20.
{\displaystyle {\hat {\mu }}={\overline {x}}\equiv {\frac {1}{n}}\sum _{i=1}^{n}x_{i},\qquad {\hat {\sigma }}^{2}={\frac {1}{n}}\sum _{i=1}^{n}(x_{i}-{\overline {x}})^{2}.}
عندما نقوم بتلك الحسابات ووجدنا متوسط التيار = 012و2 أمبير على سبيل المثال، ووجدنا التباين 014و0 أمبير فبذلك نعرف أن الدقة في قياس التيار يقع بين
= 012و2 + 0,014 = 2,026 أمبير و
= 0,014 - 012و2 = 1,998 أمبير في 7و66% من الحالات .
وتلك من خصائص منحنى الجرس أو بالتالي من خصائص التوزيع الاحتمالي الطبيعي.
(يمكنك القيام بحساب تلك المعادلتين، وتصحيح النتائج بنفسك، لأنني لم أقم بحسابها بالدقة الكافية!)

## تطبيقات
تظهر الدوال الغاوسية في عدة مجالات العلوم الطبيعية والعلوم الاجتماعية والرياضيات والهندسة. فيما يلي بعض من الأمثلة:
- تظهر الدوال الغاوسية في دراسات العلوم الطبيعية و العلوم الاجتماعية وفي الرياضيات و الهندسة الكهربائية ، مثل:
- الإحصاء و نظرية الاحتمالات وهي مشابهة للتوزيع الاحتمالي الطبيعي ،
- الدوال الغاوسية مشابهة أيضا لدالة غرين التي تصف معادلة التخلل diffusion في حالة نظام موزع توزيعا منتظما، وكذلك لوصف معادلة الحرارة heat equation ، والمعادلة التفاضلية الجزئية التي تصف تغير كثافة الكتلة خلال عملية تخلل أو نفاذية .
- في الرياضيات، اشتقاق الدالة الغاوسية يمكن أن يُعبر عنه باستعمال متعددات الحدود لهيرمت.